# 里士满、弗雷德里克斯堡和波托马克铁路
里士满、弗雷德里克斯堡和波托马克铁路（英語：Richmond, Fredericksburg and Potomac Railroad，报告代码：RFP）是美国历史上一条连接弗吉尼亚州里士满与华盛顿哥伦比亚特区的铁路干线。该公司以“连接南北”（Linking North & South）为口号，虽然其营业里程只有约113英里（181公里），但它在美国东部沿海铁路网络扮演了相当重要的角色。作为从华盛顿特区向南跨越波托马克河的最直接路线，它为许多铁路公司提供接轨服务，该铁路在里士满与切萨皮克与俄亥俄铁路、大西洋海岸线铁路及海岸航空线铁路交汇，而在亚历山德里亚通过过轨权进入华盛顿联合车站后，又与宾夕法尼亚铁路、巴尔的摩与俄亥俄铁路及南方铁路衔接，在长达一个多世纪的营运中成为南北交通的重要纽带。
里士满、弗雷德里克斯堡和波托马克铁路于1834年获得特许状，其中一项条款赋予了该公司在里士满至首都华盛顿之间近乎垄断的铁路建设与经营权，其股东包括里士满和费城的罗宾逊家族成员、宾夕法尼亚州投资者以及弗吉尼亚州政府。1836年2月，该铁路首次开通客运服务，从里士满向南安娜河延伸20余英里。至1837年，铁路进一步扩展至弗雷德里克斯堡，并持续向北推进，最终于1842年9月30日抵达波托马克河畔的阿基亚溪。为保障与华盛顿的交通联系，里士满、弗雷德里克斯堡和波托马克铁路还收购了华盛顿与弗雷德里克堡汽船公司（后更名为波托马克汽船公司）的股份，通过水陆联运维持这条利润丰厚的交通线。
19世纪末至20世纪初，里士满、弗雷德里克斯堡和波托马克铁路经历了一系列与该地区其他铁路公司的合作，同时进行基础设施升级，由原来的单线改建为复线铁路，里士满宽街车站和华盛顿联合车站等客货运车站相继建成，而随着波托马克河上铁路桥的落成，汽船联运逐渐退出历史舞台。这一时期，许多小型铁路被整合至大西洋海岸线铁路或海岸航空线铁路等系统中，但里士满、弗雷德里克斯堡和波托马克铁路始终保持独立营运，牢牢控制着里士满至华盛顿的113英里核心铁路。进入20世纪中期，该公司开始多元化经营转型。1971年，其客运业务移交新成立的美国国家铁路客运公司；1991年，货运业务由CSX运输公司接管，此后该公司正式转型为房地产投资公司。